# Skamienny Bór
Skamienny Bór (biał. Скаменны Бор, Skamienny Bor; ros. Скаменный Бор, Skamiennyj Bor) – wieś na Białorusi, w obwodzie grodzieńskim, w rejonie lidzkim, w sielsowiecie Trzeciakowce.

## Warunki naturalne
Wieś otoczona jest przez duży kompleks torfowisk, częściowo chronionych przez Dokudowski Rezerwat Biologiczny, graniczący z Skamiennym Borem, a częściowo eksploatowanych. W pobliżu wsi przepływa Lidzieja.

## Historia
Dawniej zaścianek. W XIX i w początkach XX w. położony był w Rosji, w guberni wileńskiej, w powiecie lidzkim, w gminie Dokudowo.
W dwudziestoleciu międzywojennym leżał w Polsce, w województwie nowogródzkim, w powiecie lidzkim, w gminie Dokudowo. W 1921 miejscowość liczyła 56 mieszkańców, zamieszkałych w 8 budynkach, w tym 44 Białorusinów i 12 Polaków. 44 mieszkańców było wyznania prawosławnego i 12 rzymskokatolickiego.
10 lutego 1944 oraz nocą z 4 na 5 marca 1944 Skamienny Bór został napadnięty przez sowiecką partyzantkę, która ograbiła ludność oraz zamordowała ludzi uznawanych za sprzyjających Armii Krajowej.
Po II wojnie światowej w granicach Związku Sowieckiego. Od 1991 w niepodległej Białorusi.